# Thierry Gueorgiou
Thierry Gueorgiou (ur. 30 marca 1979 w Saint-Étienne) – francuski zawodnik biegający na orientację. Do jego największych sukcesów należy zdobycie trzy razy z rzędu mistrzostwa świata w biegu na orientację na średnim dystansie (lata 2003–2005).
Mieszka w Saint-Étienne, Francja i tam też studiował biologię. Gueorgiou biega we francuskim klubie NO St-Etienne oraz fińskim klubie Kalevan Rasti, w którym dwukrotnie (w 2004 i 2005 roku) biegał w zwycięskiej sztafecie na zawodach Jukola.
Jako reprezentant Francji zadebiutował w wieku 18 lat na Mistrzostwach Świata w 1997 roku w Grimstad, Norwegia, a następnie wielokrotnie reprezentował swój kraj na zawodach rangi mistrzowskiej.

## Osiągnięcia
Mistrzostwa świata w biegu na orientację
- złote medale (7)
  - 2003 – średni dystans
  - 2004 – średni dystans
  - 2005 – średni dystans
  - 2007 – średni dystans
  - 2007 – sprint
  - 2008 – średni dystans
  - 2009 – średni dystans
- srebrne medale (2)
  - 2005 – sztafeta
  - 2009 – długi dystans
- brązowe medale (3)
  - 2003 – sprint
  - 2010 – długi dystans
  - 2010 – średni dystans

Mistrzostwa Europy w biegu na orientację
- złote medale (3)
  - 2004 – średni dystans
  - 2006 – średni dystans
  - 2008 – średni dystans
- srebrne medale (2)
  - 2006 – sztafeta
  - 2010 – sztafeta

World Games
- złote medale (1)
  - 2005 – średni dystans